# Eliades Ochoa
Eliades Ochoa Bustamante (ur. 22 czerwca 1946 w Loma de la Avispa, położonym w gminie Songo-La Maya w prowincji Santiago de Cuba) – kubański muzyk: gitarzysta, wokalista i kompozytor.
Muzyk samouk grę na gitarze rozpoczął w wieku 6 lat. Wywodzi się z umuzykalnionej rodziny – jego rodzice, jak i rodzeństwo, zajmowali się grą na instrumentach, ze szczególnym uwzględnieniem wywodzącego się z Kuby strunowego instrumentu szarpanego o nazwie tres. Dorastanie na kubańskiej prowincji (wśród miejscowego folkroru) i doświadczenia wyniesione z dzieciństwa niewątpliwie wpłynęły na wypracowanie wyraźnie rozpoznawalnego stylu aranżacji i kompozycji.
W latach 70. był członkiem zespołów wykonujących tradycyjną, charakterystyczną dla tamtego okresu, muzykę kubańską. Kolejno były to Quintento de la Trova, Septeto Típico Oriental oraz Cuarteto Patria.
Największy rozgłos przyniósł mu udział w projekcie Buena Vista Social Club, który zaowocował powstaniem albumu muzycznego (wydany w 1997 r.) i filmu dokumentalnego (1999 r.) pod tym samym tytułem w reżyserii Wima Wendersa. Producentem filmu był Ry Cooder.
Projekt Buena Vista Social Club odniósł ogromny sukces promując muzykę kubańską na skalę światową. Zespół w kolejnych latach odbył ogólnoświatową trasę koncertową, odbierając przy tym wiele nagród i nominacji (zarówno muzycznych, jak i filmowych).
W 1997 roku Eliades Ochoa – wraz z Buena Vista Social Club – odebrał Nagrodę Grammy za Najlepszy Album Tropikalnej Muzyki Latynoskiej.
W 1999 roku  – wraz z Buena Vista Social Club –  nominowany do Nagrody Akademii Filmowej za Najlepszy Pełnometrażowy Film Dokumentalny.
W 2010 roku Eliades Ochoa, wraz z uznanymi kubańskimi i malijskimi artystami, nagrał album zatytułowany AfroCubism.